# 梁晋文
梁晋文（1921年11月21日—2016年11月21日），男，祖籍广东南海，生于内蒙古丰镇，中国机械制造和精密计量专家，曾任清华大学教授、博士生导师。